# اله بخش محله
اله بخش محله، روستایی تالش نشین از توابع بخش مرکزی شهرستان رضوان‌شهر در استان گیلان ایران است.

## جمعیت
این روستا در دهستان گیل دولاب قرار دارد و براساس سرشماری مرکز آمار ایران در سال ۱۳۸۵، جمعیت آن ۱۵۵۸ نفر (۵۴۶خانوار) بوده است.